# Kisiklottak
A Kisiklottak (Derailed) egy 2005-ös thriller, Mikael Håfström rendezésében. Főszereplők: Clive Owen, Jennifer Aniston, Vincent Cassel, Melissa George, és Xzibit.
Magyarországon 2006. január 12-én debütált a mozikban.
A film egy ember átverését, annak bonyodalmait és következményeit meséli el.

## Történet
|  | Alább a cselekmény részletei következnek! |

A film rögtön egy börtönben kezdődik, ahol egy LaRoche (Vincent Cassel) nevű rab éppen papírra veti, hogyan került ide. Az egész történet egy visszaemlékezésről szól.
Egy szép októberi nap reggelén Charles Schine (Clive Owen) reklámmenedzser épp munkába igyekszik. Feleségével Deannával (Melissa George) és lányával Amyvel (Addison Timlin) lakik együtt. A család helyzete nem túl jó, ugyanis Amy vesebetegségben szenved, és ez kihat az életükre – minden pénzüket a kislány bajára fordítják. Charles lekési a vonatot, így kénytelen egy későbbi járattal menni. Jön a kalauz, akitől venni szeretne egy jegyet, de nem tud, mert a felesége elvette a pénzt a tárcájából, ő meg nem vett ki az automatából. Az egyik női utas kisegíti őt, ekkor Charles odaül a nőhöz és beszédbe elegyednek. A nőt Lucinda Harrisnek (Jennifer Aniston) hívják, és pénzügyi tanácsadó.
A munkahelyére beérve, a főnöke közli mivel nem a szabályok szerint jár el, így elveszi tőle a projektet, amin dolgozott. Másnap megint találkozik a vonaton Lucindával, ekkor elmélyednek egymás családján, még fényképeket is mutogatnak egymásnak. Charlesnak megtetszik a nő szellemi felfogása, életvitele. Munkahelyére beérve Charles kíváncsiságból leellenőrzi, a számítógépén a nőt mikor megtalálja, – és a telefonszáma is ott van – felhívja a nőt, és meghívja ebédre. Egyre több alkalommal találkozik a nővel, és több mindent osztanak meg egymással a családjukról. Egyik ilyen alkalommal elmennek egy bárba inni, Charles ajánl egy fogadást a nőnek – 20$-ba fogad, hogy megcsókolja úgy, hogy nem érinti meg az ajkát. A nő belemegy, ennek hatására taxiba ülnek, és elmennek egy hotelbe.
A hotelben, éppen szerelmi légyottba kezdenek egymással, amikor meglepi őket egy bűnöző, aki nem más, mint LaRoche. A férfi pisztollyal fenyegeti meg őket, és elszedi minden pénzüket, és bankkártyájukat is. Amikor LaRoche elkezdi taperolni Lucindát, Charles neki támad, de mivel a fegyver LaRochenál van így addig veri Charlest, amíg el nem ájul a fájdalomtól. Amikor magához tér, Lucinda már csak egyedül ül az ágyon, és megtudjuk, hogy LaRoche megerőszakolta őt. Megegyeznek, hogy nem hívják a rendőrséget, mert otthon nem akarnak magyarázkodni. Charles a munkahelyén és otthon is azt mondja, kirabolták, és jól megverték. Bankkártyáját is letiltja. Egyik este LaRoche felhívja telefonon Charlest és 20.000 $-t követel tőle, ha nem akarja, hogy a családjának is baja essen.
Miután napokig nem találkozott Lucindával elmegy a munkahelyére a nőhöz. Elmondja neki mi történt. A nő szeretne hozzájárulni a 20.000 $-os pénzhez, de nem fogadja el. Miután Charles kifizette a pénzt, pár hétig nyugodt volt az élete. Azonban egyik este, amikor munkából hazafelé tart, telefonhívást kap: LaRoche az. Közli vele elköltötte a pénzt és újabb összeget követel ezúttal 100.000 $-t, hogy örökre elválhassanak egymástól. Ezt megtagadja először, de amikor kiderül LaRoche már a házában van, nagyon megijed és hazafut mert ár csak pár méterre van otthonról. A házában LaRoche jól megfenyegeti, mire Charles megígéri kifizeti a pénzt.
Mivel Charlesnak ez a pénz, a lánya betegségére kell, így segítségért fordul egyik barátjához a priusszal rendelkező Winstonhoz (RZA). Winston ötlete az, hogy elmennek arra a helyre ahol a pénzt kell átadni, és ő majd jól ráijeszt, és elüldözi LaRochet mert meggyőződése, hogy aki nőket erőszakol meg az beszari alak. Így tehát egy kis fenyegetéssel el fog kotródni. Charles elfogadja az ajánlatot, Winston 10.000 $-t kér cserébe. Amikor odaérnek LaRoche, hirtelen meglepi őket az autóban, és fejbelövi Winstont. Majd otthagyja Charlest a hullával, aki kénytelen maga eltüntetni a hullát és minden más nyomot. A kocsit Charles a folyóba akarja lökni barátja holttestével együtt, de nem sikerül mert félúton a vízbe menet elakad a kocsi, és magához veszi annak műanyagból készült szúrófegyverét.
Másnap az irodában Franklin Church (Giancarlo Esposito) nyomozó, keresi fel aki Winston halála ügyében nyomoz. Az ügyet személyes ügynek is tekinti hiszen a rokona is volt Winstonnak. Beszélgetésükkor épp telefonhívás jön Charlesnak, megint LaRoche az ám most Lucindát tartja foglyul és megöli ha fél órán belül Charles nem megy el arra a címre, amit megad neki 100.000 $-ral a zsebében. Charles azonnal odasiet, átadja a pénzt és így végre örökre megszabadul tőle. Mivel Church nyomozónak nem tud biztos alibit igazolni, Winston halálának idejére így a nyomozó őt gyanúsítja meg a gyilkossággal. Otthon mindent bevall feleségének, miszerint minden pénzük odalett, és megígéri, hogy visszaszerzi bármi áron.
Első lépésben elmegy Lucinda irodájába, hogy beszéljen vele. De itt szembesül azzal, hogy az a nő nem az akivel ő találkozott itt. Ekkor tudja meg, hogy egy bizonyos Jane nevű beugró titkárnő az akivel találkozott. Ezután felkeresi, azt a címet ahol átadta a 100.000 $-t, itt szembesül azzal, hogy csak bérelve volt egy rövid ideig, és most megint kiadó. Kap egy prospektust is, az ingatlanügynöktől ahol döbbenten ismeri fel az ál-Lucinda álgyerekét, ugyanis ő van a prospektus borítóján. Ekkor válik világossá számára, hogy átverés áldozata lett. A vonatállomáson hosszasan nézelődve, megtalálja az ál-Lucindát aki máris lecsapott a következő áldozatra. Charles követi és döbbenten látja, amikor a nő és LaRoche találkoznak és csókolóznak, kiderül ők egy pár valójában, és van egy harmadik társuk is.
Tovább követve őket, rájön ugyanazzal a technikával dolgoznak mint nála. Charles már előre bejelentkezik, a szállodába. Éppen azelőtt, hogy a nő és legújabb áldozata megérkezne. Amikor megjönnek, és LaRoche épp bemenni készül a szobába, leüti őt hátulról. A harmadik ember őrt áll, a folyosón ha van valami akkor tudjon segíteni. Szobába belépve és LaRoche ájult testét is bevonszolva, Charles előadja a történetét az újabb áldozatnak aki nem hisz neki. Az ál-Lucinda előbb tagad majd mindent bevall, LaRoche is magához tér. Charles csak a pénzét követeli vissza, amit nem akar visszaadni. Dulakodni kezdenek, pisztoly elsül és eltalálja Lucindát aki épp az ágyon ül. LaRoche megöli az áldozatot, Charles szemen lövi LaRochet és megöli a harmadik embert is aki épp beront segíteni.
A rendőrség kiérkezésekor, Charles azt vallja, hogy hallotta a lövöldözést, de bezárta az ajtót, nehogy baja essen. Miután az ujjlenyomatait eltávolította. Távozásakor igyekszik úgy kimenni, hogy Church nyomozó ne lássa meg. Megtalálja a portán a táskáját is, benne a 100.000 $-ral. Munkahelyére beérve, szembesül a főnökével aki közben már kiderítette, hogy sikkasztott 10.000 $-t, és mivel nem mondja el miért, ezért a főnök eljárást indít ellene, az ítélet közmunka lesz. Ezt Charles abban a fegyintézetben dolgozza le mint tanár, ahol LaRoche raboskodik, aki ugyanis nem halt bele a szemlövésbe. Egyik nap, amikor esszét íratott a rabokkal, az egyik esszét amit LaRoche írt annak olvasásakor, aki elmeséli benne történetét, és meginvitálja egy lenti öltözőbe. Charles lemegy ahol egy kis beszélgetés után, megint dulakodni kezdenek, és Charles leszúrja LaRochet Winstone szúrófegyverével amit a fémdetektor nem észlelt, és így be tudta vinni a börtönbe.
|  | Itt a vége a cselekmény részletezésének! |

## Szereposztás
| Szerepnév               | Színész(nő)          | Magyar Hang     |
| ----------------------- | -------------------- | --------------- |
| Charles Schine          | Clive Owen           | Kamarás Iván    |
| Lucinda Harris          | Jennifer Aniston     | Kökényessy Ági  |
| LaRoche                 | Vincent Cassel       | Nagy Ervin      |
| Deanna Schine           | Melissa George       | Nyírő Beáta     |
| Amy Schine              | Addison Timlin       | Tamási Nikolett |
| Winston Boyko           | RZA                  | Rajkai Zoltán   |
| Dexter                  | Xzibit               | Király Attila   |
| Berry, a könyvelő       | William Armstrong    | Breyer Zoltán   |
| Jerry, az ügyvéd        | Denis O`Hare         | Fazekas István  |
| Franklin Church nyomozó | Giancarlo Esposito   | Jakab Csaba     |
| Jones nyomozó           | Sam Douglas          | Albert Péter    |
| Sam Griffin             | David Morrissey      | Koncz István    |
| Ingatlanügynöknő        | Jennifer Joan Taylor | Koffler Gizi    |
| Eliot Firth             | Tom Conti            | Orosz István    |

## DVD kiadás
A film 2006. május 16-án DVD-n, Magyarországon is megjelent. Jellemzők:
- Formátum: színes, szélesvásznú, PAL
- Nyelv: Dolby Digital 5.1-es: angol, spanyol, francia. Dolby Surround: magyar, cseh, lengyel
- Felirat: magyar, angol, francia, spanyol, portugál, holland, lengyel, cseh, inrit, görög, bolgár, román, angol (halláskárosultaknak)
- Régiókód: 2
- Képméretarány: 2:35:1
- Lemezek száma: 1
- Lemez: duplarétegű, [DVD9]
- Kiadás dátuma: 2006. május 16.
- Játékidő: 107 perc
- Extrák:
  - Interaktív menük
  - Közvetlen jelenetválasztás
  - Kimaradt jelenetek
  - Így készült a Kisiklottak
  - Eredeti mozielőzetes
- Forgalmazó: InterCom Zrt.
- Fejezetcímek:

1. Főcím
2. Nagylelkű segítség
3. Változások
4. Családapa
5. Adós, fizess!
6. Ártatlan kérdezés
7. Közös ebéd
8. Vészhelyzet
9. Fogadás
10. Váratlan látogató
11. Fájdalmas ébredés
12. Másnap reggel
13. A pénz átadása
14. November
15. Szorul a hurok
16. Halálos szívesség
17. A nyomozó
18. Kellemetlen beszélgetés
19. Szoba kiadó
20. A kör bezárul
21. Helyszínelés
22. December
23. Vége főcím

- Más filmek előzetesei:
  - Casanova
  - Kutyahideg
  - Ütős játék
  - Narnia Krónikái: Az oroszlán, a boszorkány és a ruhásszekrény

## Zenei CD
- A film zenei CD-je, 2005. november 8-án jelent meg.
- Tartalma:

1. Rular Rah: Johnny (4:06)
2. Thea: I Love You (3:32)
3. Maurice feat. HottWheelz: Sabotage (4:02)
4. Edward Shearmur: Winston's Theme (Orchestral) (2:18)
5. Grayson Hill: 50 Ways To Leave Your Lover (4:02)
6. Free Murda: Really Want None (3:01)
7. Maurice: I'm Sorry (3:48)
8. Edward Shearmur: Charles' Theme (Orchestral) (1:29)
9. Maurice: Better Man (4:06)
10. Thea: My Love (4:11)
11. Maurice: Better Man (Guitar Remix) (4:06)

- Teljes idő: 38:41 perc
- Kiadó: Wu Music & 36 Chambers Records

## Érdekesség
- Ez az egyetlen olyan film, ahol Jennifer Aniston negatív szerepet alakít, és meg is hal a végén.

## Szinkronstáb
- Magyar szöveg: Farkas János
- Vágó: Kajdácsi Brigitta
- Gyártásvezető: Gelencsér Adrienne
- Szinkronrendező: Báthory Orsolya
- Szinkronstúdió: Mafilm Audio Kft.
- Megrendelő: InterCom Zrt.